# Joseph E. Talbot
Pour les articles homonymes, voir Joseph Talbot et Talbot (homonymie).
Joseph Edward Talbot né le 18 mars 1901 à Naugatuck et mort le 30 avril 1966 est un représentant américain du Connecticut.